# Break Every Rule
Albums de Tina Turner
Mad Max : Au-delà du dôme du tonnerre
(1985) Tina Live in Europe
(1988)
Singles
1. Typical Male
Sortie : 11 août 1986
2. Two People
Sortie : 27 octobre 1986
3. Girls
Sortie : 20 décembre 1986
4. What You Get Is What You See
Sortie : 9 février 1987
5. Break Every Rule
Sortie : 25 avril 1987
6. Back Where You Started
Sortie : août 1987 (Canada)
7. Paradise Is Here
Sortie : septembre 1987 (Europe)
8. Afterglow
Sortie : octobre 1987 (États-Unis)

Break Every Rule est le sixième album studio de Tina Turner, sorti le 5 septembre 1986 sur le label Capitol Records. Il fait suite à l'album de retour de Turner, Private Dancer, sorti deux ans plus tôt et qui avait connu un succès mondial. 
Il sera couronné de succès et obtiendra de nombreux disque d'or et de platine. Huit singles seront issus de cet album et la plupart seront classés dans les charts. Aux États-Unis, il sera classé à la 4e place du Billboard 200, à la 7e dans la catégorie R&B/Hip Hop albums du Billboard. Il obtiendra la 2e place dans les charts britanniques.
Le single principal de l'album, Typical Male, atteint la deuxième place du Billboard Hot 100 pendant trois semaines consécutives en octobre 1986, tandis que Two People et What You Get Is What You See ont atteint tous deux les vingt premières places du Billboard Hot 100. Back Where You Started a valu à Tina Turner son troisième Grammy Award dans la catégorie « meilleure prestation vocale rock féminine » en 1987.

## Liste des titres
| No  | Titre                          | Auteur                         | Producteur(s)                   | Durée |
| --- | ------------------------------ | ------------------------------ | ------------------------------- | ----- |
| 1.  | Typical Male                   | Terry Britten / Graham Lyle    | Terry Britten                   | 4:18  |
| 2.  | What You Get Is What You See   | Britten / Lyle                 | Terry Britten                   | 4:31  |
| 3.  | Two People                     | Britten / Lyle                 | Terry Britten                   | 4:11  |
| 4.  | Till the Right Man Comes Along | Britten / Lyle                 | Terry Britten                   | 4:11  |
| 5.  | Afterglow                      | Britten Lyle                   | Terry Britten                   | 4:30  |
| 6.  | Girls                          | David Bowie / Erdal Kizilcay   | Terry Britten                   | 4:56  |
| 7.  | Back Where You Started         | Bryan Adams / Jim Vallance     | Bryan Adams / Bob Clearmountain | 4:27  |
| 8.  | Break Every Rule               | Rupert Hine / Jeannette Obstoj | Rupert Hine                     | 4:02  |
| 9.  | Overnight Sensation            | Mark Knopfler                  | Mark Knopfler / Neil Dorfsman   | 4:40  |
| 10. | Paradise Is Here               | Paul Brady                     | Knopfler / Dorfsman             | 5:35  |
| 11. | I'll Be Thunder                | Hine / Obstoj                  | Rupert Hine                     | 5:21  |

## Musiciens
- Tina Turner : chant, chœurs.
- Mark Knopfler : guitares.
- Terry Britten : guitares, basse, programmation, chœurs.
- Bryan Adams : guitare, piano, chœurs sur Back Where You Started.
- Keith Scott : guitare solo sur Back Where You Started.
- Jamie West-Oran : guitares sur Break Every Rule.
- Graham Lyle : mandoline.
- Mickey Feat : basse.
- Dave Taylor : basse sur Back Where You Started.
- Guy Fletcher : claviers.
- Nick Glennie-Smith, Billy Livsey :  claviers.
- Tommy Mandel : claviers sur Back Where You Started.
- Steve Winwood : synthétiseur sur Afterglow.
- Jack Bruno : batterie, percussions.
- Jamie Lane : batterie, percussions.
- Phil Collins : batterie, percussions sur Typical Male & Girls.
- Mickey Curry : batterie, percussions sur Back Where You Started.
- Gary Katell : percussions.
- franck Ricotti : percussions.
- Jim Vallance : percussions sur Back Where You Started.
- Rupert Hine : multi instrumentiste, arrangements, chœurs.
- Albert Boekholt : programmation.
- Branford Marsalis : saxophone soprano.
- Tim Capello : saxophone.
- Tessa Niles : chœurs.
- Tina Rupert : chœurs.
- Sam Brown, Margot Buchanan, Jimmy Chambers, George Chandler : chœurs.
- Herb Ritts : photographie

## Charts et certifications

### Album
Charts
| Pays                                 | Durée du classement | Meilleur classement | Date              |
| ------------------------------------ | ------------------- | ------------------- | ----------------- |
| Allemagne (GfK Entertainment)        | 60 semaines         | 1er                 | 20 octobre 1986   |
| Australie (ARIA Charts)              | 3 semaines          | 11e                 | 17 novembre 1986  |
| Autriche (Ö3 Austria Top 40)         | 51 semaines         | 2e                  | 15 juin 1987      |
| Belgique (V) (Ultratop)              | 2 semaines          | 73e                 | 3 juin 2023       |
| Belgique (W) (Ultratop)              | 2 semaines          | 127e                | 3 décembre 2022   |
| Canada (RPM)                         | 29 semaines         | 4e                  | 25 octobre 1986   |
| Écosse (Scottish Album Chart)        | 1 semaine           | 55e                 | 2 décembre 2022   |
| États-Unis (Billboard 200)           | 52 semaines         | 4e                  | 8 novembre 1986   |
| France (SNEP)                        | 9 semaines          | 16e                 | 4 octobre 1986    |
| Italie (FIMI)                        | -                   | 7e                  | 1986              |
| Norvège (VG-lista)                   | 13 semaines         | 2e                  | 28 septembre 1986 |
| Nouvelle-Zélande (RMNZ Albums Top40) | 22 semaines         | 4e                  | 7 décembre 1986   |
| Pays-Bas (MegaCharts)                | 36 semaines         | 6e                  | 27 septembre 1986 |
| Portugal (AFP)                       | 1 semaine           | 40e                 | 29 mai 2023       |
| Royaume-Uni (UK Albums Chart)        | 49 semaines         | 2e                  | 20 septembre 1986 |
| Suède (Sverigetopplistan)            | 11 semaines         | 2e                  | 24 septembre 1986 |
| Suisse (Schweizer Hitparade)         | 42 semaines         | 1er                 | 5 octobre 1986    |

Certifications
| Pays                             | Certification | Ventes      | Date             |
| -------------------------------- | ------------- | ----------- | ---------------- |
| Allemagne                        | 2 × Platine   | 1 000 000 + | 1991             |
| Autriche                         | 2 × Platine   | 100 000 +   | 30 août 1993     |
| Canada                           | 2 × Platine   | 200 000 +   | 22 juillet 1987  |
| États-Unis                       | Platine       | 1 000 000 + | 6 novembre 1986  |
| France                           | Or            | 100 000 +   | 1986             |
| Finlande                         | Or            | 30 000 +    | 1987             |
| Nouvelle-Zélande                 | Platine       | 15 000 +    | 14 décembre 1986 |
| Pays-Bas                         | Or            | 40 000 +    | 1987             |
| Royaume-Uni                      | Platine       | 300 000 +   | 3 mars 1987      |
| Estimations des ventes mondiales |               | 12 000 000  |                  |

### Singles
Typical Male
Two People
Girls
| Chart            | Durée du classement | Position | Date         |
| ---------------- | ------------------- | -------- | ------------ |
| (Single Top 100) | 10 semaines         | 19e      | 14 mars 1987 |

What You Get Is What You See
Break Every Rule
| Chart               | Durée du classement | Position | Date          |
| ------------------- | ------------------- | -------- | ------------- |
| (Hot 100)           | 5 semaines          | 74e      | 23 mai 1987   |
| (Single Top 100)    | 7 semaines          | 38e      | 8 juin 1987   |
| (Ö3 Austria Top 40) | 2 semaines          | 21e      | 1er août 1987 |
| (UK Singles Chart)  | 4 semaines          | 43e      | 14 juin 1987  |

Back Where You Started
| Chart                    | Durée du classement | Position | Date              |
| ------------------------ | ------------------- | -------- | ----------------- |
| (Mainstream Rock Tracks) | 8 semaines          | 18e      | 1er novembre 1986 |
| (RPM Top Singles)        | 7 semaines          | 85e      | 3 octobre 1987    |

Paradise Is Here
| Chart               | Durée du classement | Position | Date              |
| ------------------- | ------------------- | -------- | ----------------- |
| (Single Top 100)    | 6 semaines          | 31e      | 14 septembre 1987 |
| (Ö3 Austria Top 40) | 4 semaines          | 25e      | 1er novembre 1987 |
| (IRMA)              | 2 semaines          | 21e      | 21 mai 1987       |
| (UK Singles Chart)  | 3 semaines          | 78e      | 13 septembre 1987 |

Afterglow
| Chart             | Durée du classement | Position | Date             |
| ----------------- | ------------------- | -------- | ---------------- |
| (Dance Club Song) | 12 semaines         | 5e       | 19 décembre 1987 |